# Kungälv
Kungälv è una città della Svezia, capoluogo del comune omonimo, nella contea di Västra Götaland. Ha una popolazione di 21.139 abitanti.
Il territorio comunale ospita l'antica fortezza di Bohus.